# 亨蒂斯灣
亨蒂斯灣是非洲西南部國家納米比亞的城市，由埃龍戈區負責管轄，位於斯瓦科普蒙德以北70公里的大西洋沿岸，建城於1929年，2010年人口估計約3,300。
22°7′S 14°17′E / 22.117°S 14.283°E